# Apomempsoides parva
Apomempsoides parva là một loài bọ cánh cứng trong họ Cerambycidae.